# ボルドー美術館
ボルドー美術館(Musée des Beaux-Arts de Bordeaux)は、フランスのボルドーにある美術館である。ボルドー市庁舎の隣に位置する。

## 沿革
1801年に開館。1870年に火災のために建物の一部やコレクションの一部が焼失したが、1875年から1881年にかけて再建された。

## コレクション
ボルドー美術館は2つの建物で構成されており、南館ではイタリアのルネサンスから19世紀までの絵画を見ることができる。ティツィアーノ、ピエトロ・ペルジーノ、ヤン・ブリューゲル (父)、フランス・ハルス、ヘンドリック・テル・ブルッヘン、ジャン・シメオン・シャルダン、ウジェーヌ・ドラクロワ、アントワーヌ＝ジャン・グロ、シャルル・フランソワ・ドービニー、アルベール・マルケ等を展示。北館では企画展が開かれる。

### ギャラリィー

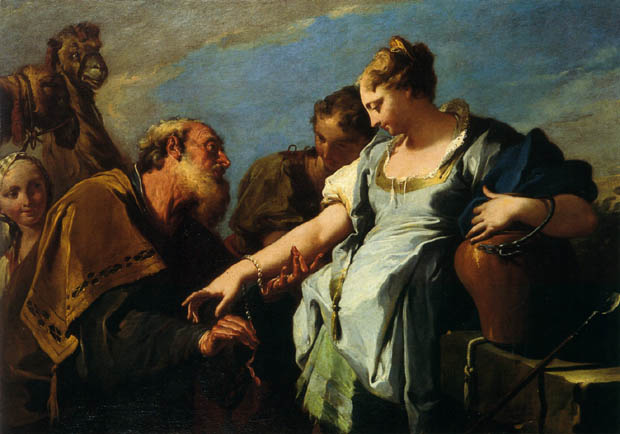
Eliezer and Rebecca ジャンバッティスタ・ピットーニ, av. 1725
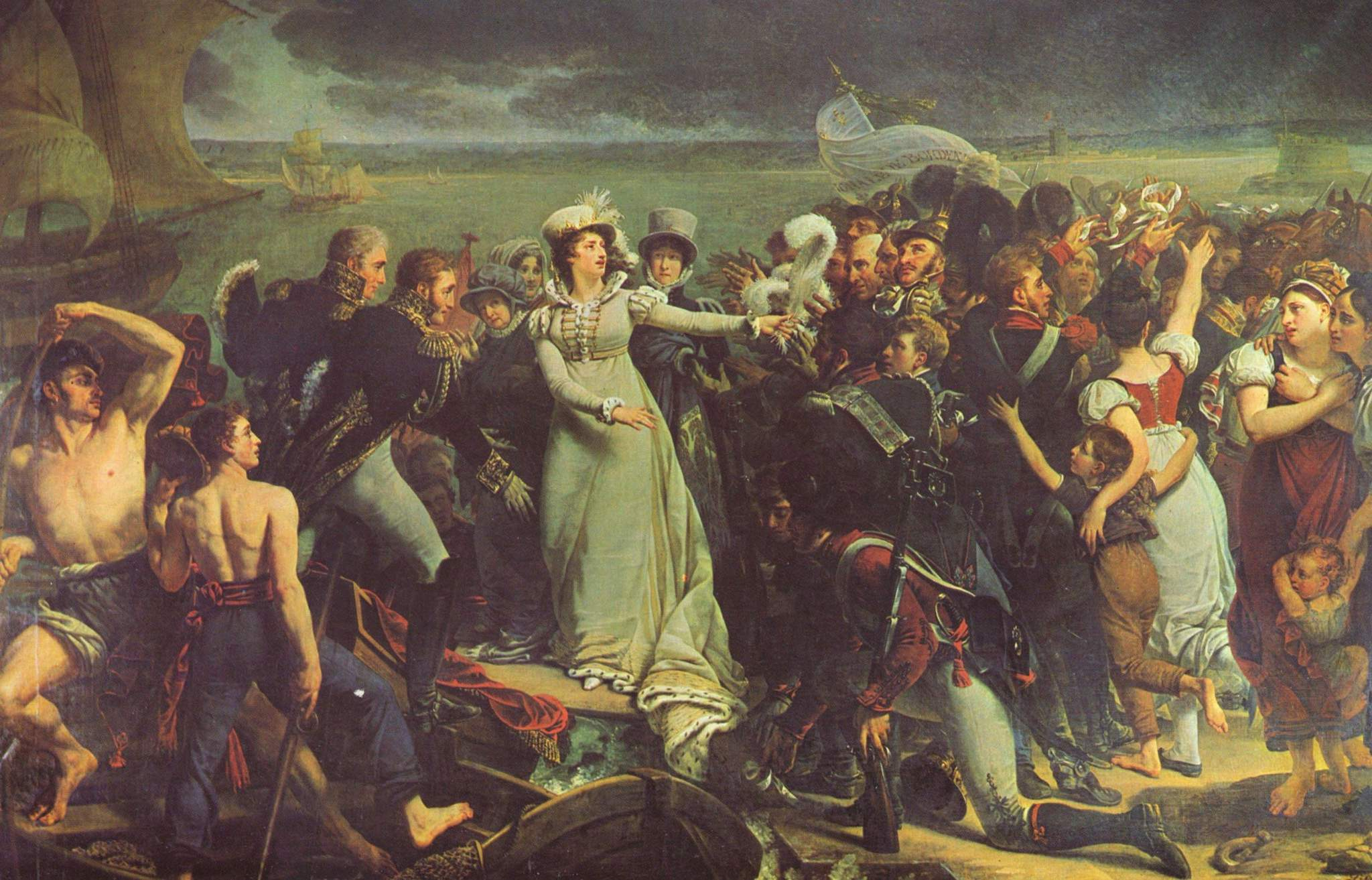
L'embarquement de la duchesse d'Angoulême アントワーヌ＝ジャン・グロ
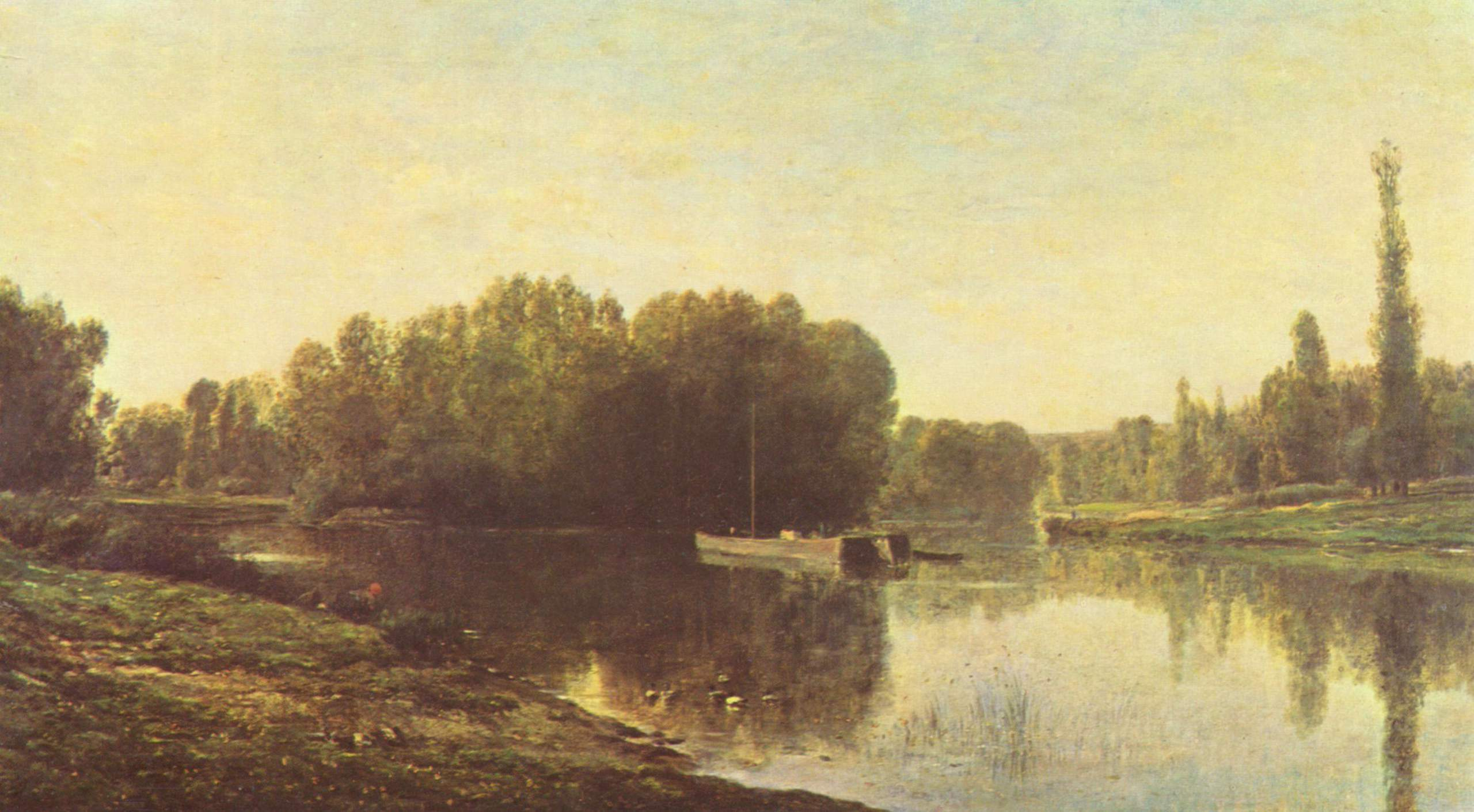
The banks of the Oise シャルル＝フランソワ・ドービニー

ミソロンギの廃墟に立つギリシア(Greece on the ruins of Missolonghi) ウジェーヌ・ドラクロワ
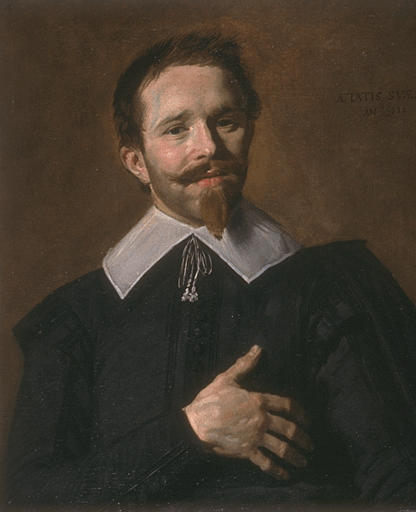
手を胸に当てる男の肖像 フランス・ハルス(1632)
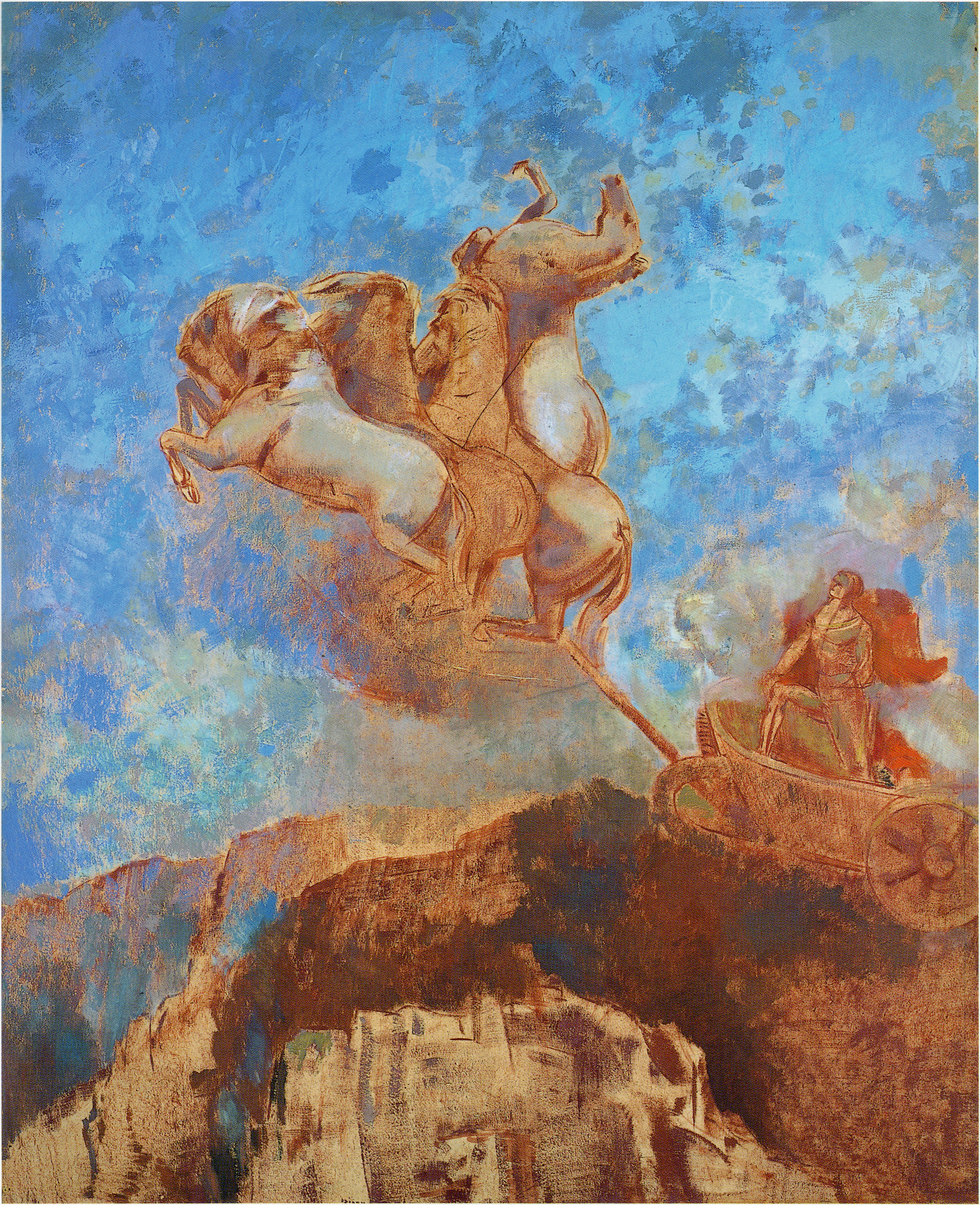
「アポロンの馬車」 オディロン・ルドン
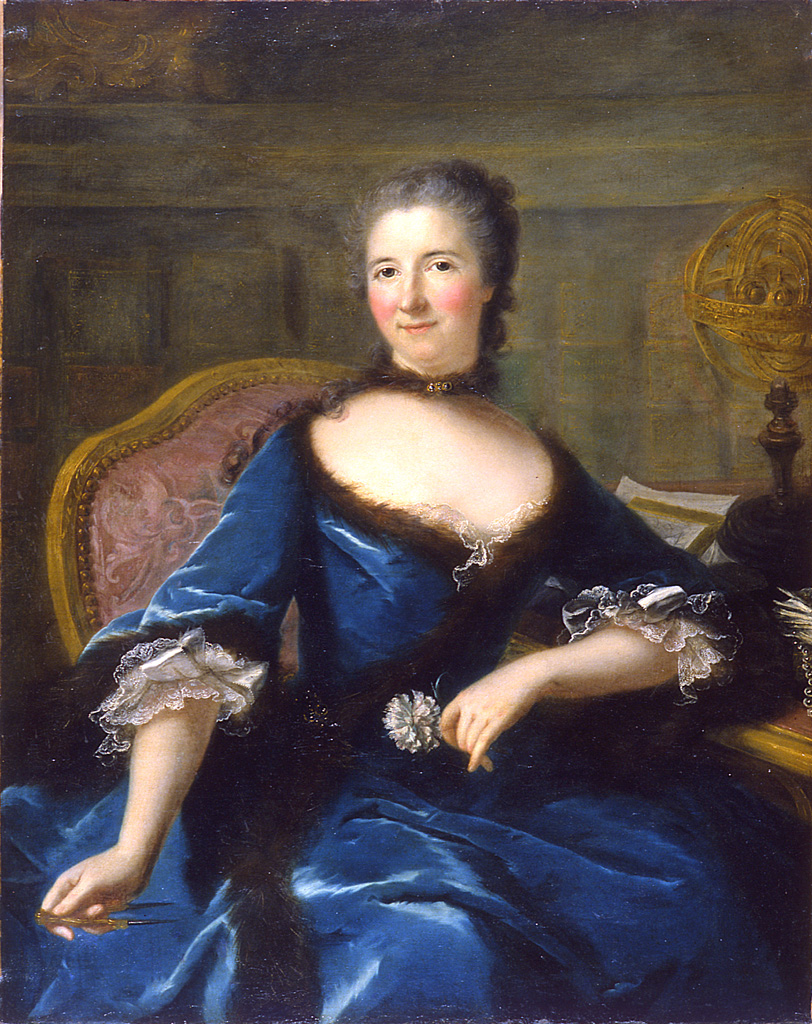
Portrait de Gabrielle Emilie Le Tonnelier de Breteuil マリアンヌ・ロワール(c.1748)

## 日本にて
2000年に大阪や九州で「ボルドー美術館展」が開かれ、ボルドー美術館が所蔵する19世紀から20世紀のフランス絵画が紹介された。